# Legalismo
Il legalismo o nomismo, nella teologia cristiana, è usualmente un termine peggiorativo che si riferisce ad un eccesso di enfasi sulla disciplina di condotta o su idee giuridiche, e di solito implica una denuncia di errato rigore, di presunzione, di superficialità, di abbandono della carità, e di ignoranza della grazia divina o del dare più importanza alla lettera della legge mosaica invece che allo spirito della legge, cioè il rispetto e l'amore tra gli esseri umani. Si accusano di legalismo quelle opinioni per cui l'obbedienza, parziale o integrale, alla legge, e non la fede nella grazia di Dio, sia il principio preminente di redenzione.
Il legalismo è l'esatto opposto dell'antinomismo, un concetto teologico cristiano secondo il quale i cristiani invece non devono seguire precetti morali o la legge mosaica, poiché, in quanto seguaci di Gesù, essi sono salvi per grazia divina (vedi Sola gratia).

## Nel Nuovo Testamento

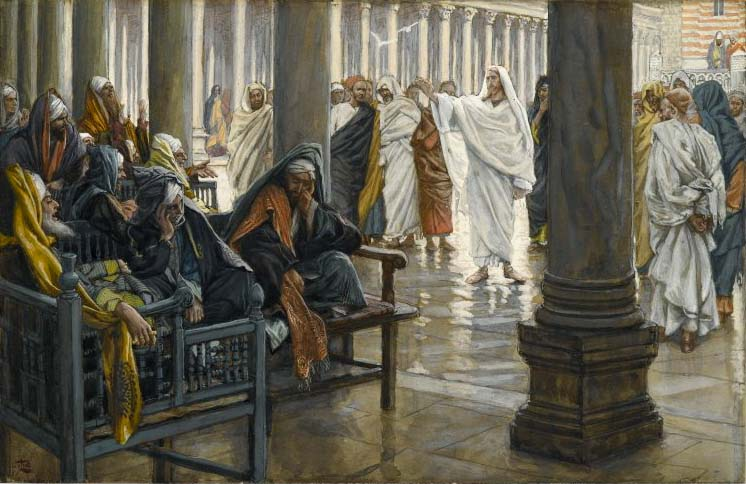
Guai a voi, scribi e farisei, di James Tissot, Brooklyn Museum.

Le parole legalismo o legalista non ricorrono nell'Antico Testamento né nel Nuovo. La radice della parola, "legge" (greco: nomos), la si trova frequentemente nel Nuovo Testamento, e a volte connota anche il legalismo. Nel 1921 lo studioso biblico Ernest De Witt Burton affermò che nel versetto Galati 2.16, "nomou è ivi usato evidentemente ... nel suo senso legalistico, a denotare la legge divina vista puramente come sistema legalistico composto da statuti, sulla base di obbedienza o disobbedienza secondo cui gli individui sono approvati o condannati come questione di debito senza la grazia. Questa è quindi la legge divina come la definiscono i legalisti". Il greco contemporaneo di Paolo non possedeva termini che corrispondessero alla posizione specifica di "legalismo", o di "legalista", o "legalistico", fatto che ha portato lo studioso C.E.B. Cranfield ad asserire "la possibilità che le dichiarazioni paoline che all'apparenza sembrano denigrare la legge, fossero in realtà dirette non contro la legge, bensì contro quell'incomprensione e abuso per cui abbiamo ora una conveniente terminologia" (cioè, legalismo). Il traduttore biblico giudeo-messianico David H. Stern cita i suddetti due studiosi per giustificare la sua interpretazione traduttiva che spesso nomos significhi "legalismo" e non Torah, specialmente nei costrutti paolini erga nomou (letteralmente "opere di legge", reso da Stern con "osservanza legalistica dei comandamenti della Torah") e upo nomon (letteralmente "sotto la legge", reso da Stern con le parole: "soggetto al sistema che risulta dal pervertire la Torah in legalismo").
Un concetto di legalismo, cioè quello che afferma che la salvezza può essere ottenuta con l'obbedienza alle leggi, viene proposto in vari libri neotestamentari, tra cui la lettera ai Galati. In tali casi, alcuni ebrei convertiti al cristianesimo credevano che, per ottenere la salvezza, fossero richieste sia la fede in Gesù che l'obbedienza alla legga mosaica, come nella controversia della circoncisione e l'incidente di Antiochia. Generalmente, comunque, questi casi vengono messi sotto il titolo unico di "controversia giudaizzante", piuttosto che controversia legalistica, ma sono in ogni modo collegati.
Il legalismo fa riferimento a qualsiasi dottrina che abbia ad affermare che la salvezza proviene da una stretta osservanza della legge. La si può considerare una religione fondata sulle opere. Gruppi che nel Nuovo Testamento sono considerati sotto questa categoria includono i farisei, i sadducei, gli scribi, i giudaizzanti e i nicolaiti. Sono legalistici perché enfatizzavano l'obbedienza alle mitzvot, nel caso dei farisei e degli scribi, alla lettera senza comprendere il concetto di grazia. Gesù condannò il loro legalismo, specialmente su Matteo 23 "Guai a voi, scribi e farisei ipocriti...".
Il legalismo viene a volte confuso con l'obbedienza. I libri del Nuovo Testamento, come la lettera ai Romani, parla sia di grazia che di obbedienza. Ne è un esempio Romani 1.5, che parla di Gesù dicendo che "per mezzo di lui abbiamo ricevuto la grazia dell'apostolato per ottenere l'obbedienza alla fede da parte di tutte le genti, a gloria del suo nome..." Lo scopo di ricevere la grazia era quello di ottenere l'obbedienza di fede. Grazie, fede e obbedienza sono quindi legate insieme. Altri riferimenti si trovano negli Atti 5.29, Romani 16.19, 2 Corinzi 7.15, Ebrei 5.9.
Legalismo è anche confuso con disciplina, della quale si parla spesso in senso positivo. Si veda 1 Corinzi 9.17, 1 Timoteo 4.7, 1.7 e Ebrei 12.5-11.
Un terzo comune malinteso del legalismo avviene con la parola legge. Con legge in molti passi della Bibbia si fa riferimento alla legge di Mosè. In Galati, i giudaizzanti cercavano di insistere sul fatto che la salvezza richiedesse la circoncisione e la fede in Gesù per i pagani. Galati 2.16 dice: "Sapendo tuttavia che l'uomo non è giustificato dalle opere della legge ma soltanto per mezzo della fede in Gesù Cristo, abbiamo creduto anche noi in Gesù Cristo per essere giustificati dalla fede in Cristo e non dalle opere della legge: poiché dalle opere della legge non verrà mai giustificato nessuno". La fede qui è la legge di Cristo e la legge qui è la legge mosaica.

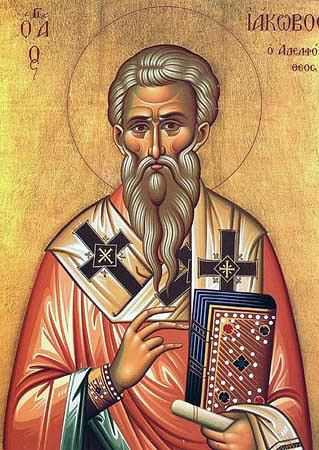
Icona di Giacomo il Giusto, il giudizio del quale fu adottato dal Decreto Apostolico di del 50.

Alcuni affermano che il legalismo nel Nuovo Testamento sia stato definito dalla vita di Saulo prima della sua conversione. In questo caso, si asserisce che Saulo cercasse di redimersi tramite la sua opera di persecuzione della Chiesa fino a distruggerla. 26.9–11 rivela: "Anch'io credevo un tempo mio dovere di lavorare attivamente contro il nome di Gesù il Nazareno, come in realtà feci a Gerusalemme; molti dei fedeli li rinchiusi in prigione con l'autorizzazione avuta dai sommi sacerdoti e, quando venivano condannati a morte, anch'io ho votato contro di loro. In tutte le sinagoghe cercavo di costringerli con le torture a bestemmiare e, infuriando all'eccesso contro di loro, davo loro la caccia fin nelle città straniere". Galati 1.13-14 riporta: " Voi avete certamente sentito parlare della mia condotta di un tempo nel giudaismo, come io perseguitassi fieramente la Chiesa di Dio e la devastassi, superando nel giudaismo la maggior parte dei miei coetanei e connazionali, accanito com'ero nel sostenere le tradizioni dei padri". Questi due passi enfatizzano la natura e le opere della religione di Saulo, sebbene l'obbedienza non sia collegata a leggi specifiche dell'Antico Testamento, come potrebbe essere l'osservanza del sabato o la circoncisione
Al Concilio di Gerusalemme, verso il 50 d.C., Giacomo il Giusto statuì il Decreto Apostolico:
(Atti 15.19–21)
Per quanto il Decreto apostolico non sia più osservato da molte denominazioni cristiane, viene però ottemperato integralmente dalla Chiesa ortodossa greca e all'epoca era una direttiva molto efficace.

## Relazioni tra le fedi cristiane

### Chiesa Cattolica
Nell'ambito del cattolicesimo, le opere buone vengono fatte al servizio di Dio e del prossimo, con l'amore della fede. Al contrario, un eccesso di severità nell'imposizione di una qualsiasi regola di carità, o una sua troppo scrupolosa conformità, può essere tacciata di legalismo.
Nel tentativo di risolvere la disputa sul legalismo, nel 1999 è stata pubblicata una Dichiarazione Congiunta sulla Dottrina della Giustificazione delle Chiese luterane insieme al Pontificio consiglio per la promozione dell'unità dei cristiani, che dichiara una comprensione comune della giustificazione per Sola gratia, cioè che la sola grazia può salvare il fedele e che avviene una infusione progressiva di grazia nello spirito del credente.

### Chiese ortodosse orientali
La Chiesa ortodossa orientale, per citare un altro esempio, rifiuta la "teoria dell'espiazione per restituzione" come legalistica.  La teoria della restituzione afferma che il genere umano ha violato la legge di Dio col peccato originale, cosicché tutti ora nascono peccatori: tale idea è prevalente negli scritti di Tertulliano e Agostino di Ippona della Chiesa occidentale. Anselmo sviluppò formalmente la teoria che il problema legale di colpevolezza davanti alla Legge richiedeva una soluzione legale di retribuzione, per poter ottenere una giusta salvezza. La soluzione era stata quella di Gesù Figlio di Dio che volontariamente aveva accettato di morire sulla Croce al posto dell'umanità, permettendo quindi un adempimento completo della pena legale, che soddisfacesse la giustizia da Dio, e conseguentemente aprisse la strada alla misericordia divina per i peccatori.  La Chiesa ortodossa orientale asserisce che tale teoria sia basata troppo su concetti legali romani di retribuzione e giustizia.

### Restaurazionismo e protestantesimo deviato
Nell'evangelicalismo, nel pentecostalismo e nel restaurazionismo, specialmente nelle loro versioni popolari, il legalismo è presente come adesione troppo zelante alla lettera della Bibbia (come legge) in tutte le cose dette, stabilite o realizzate nella vita del credente, che sfocia spesso nel fondamentalismo e fanatismo religioso. Tutto è "secondo la parola". In tale contesto, nell'applicare una critica di legalismo ad una posizione teologica, o attitudine religiosa, implica che l'accusato abbia capovolto il significato del Vangelo di salvezza per fede e vita nuova in Gesù Cristo, sostituendolo con un qualche principio di opere personali di stretta osservanza della lettera, tramite azione, pensiero, o parola per la grazia divina immeritata.

### Nella storia
Durante tutto il corso della storia del cristianesimo, certe credenze e pratiche hanno avuto la tendenza ad attirare l'accusa di legalismo, tra cui:
- L'ascetismo, come il digiuno e altre forme di abnegazione.
- L'osservanza dello Sabbath cristiano, specialmente in merito a proibizioni, nel giorno di culto, di svariate attività altrimenti giudicate innocenti.
- Varie ordinanze e abitudini che venivano associate non solo alla saggezza, ma anche alla santità, in situazioni contemporanee, quali la proibizione del teatro, cinema, danza, gioco delle carte, matrimoni misti o balneazione mista.
- Astinenza totale dall'alcol.
- Il ritualismo, uso superficiale o superstizioso di preghiera e liturgia abituali.
- Similmente, certe pratiche rituali esclusive, come per es. un'insistenza rigorosa sul Tetragramma quale unico nome col quale Dio viene onorato, le regole alimentari, il sabato sabbath, o la Pasqua cristiana, in particolar modo quando questi rituali siano considerati necessari alla salvezza.
- I sacramenti, specialmente quando la telogia sottintesa possa implicare una somministrazione automatica della grazia divina (si veda anche ex opere operato).
- Varie credenze rigorose e restrittive, come l'affermazione di certi movimenti religiosi che la sola Bibbia di re Giacomo costituisca la Parola di Dio.[27]
- La credenza che le famiglie cristiane debbano svolgere esclusivamente istruzione domiciliare.
- La credenza che le donne non debbano mai indossare pantaloni o calzoncini.
- L'iconoclastia.
- La circoncisione.
- Il puritanesimo.
- L'educazione sessuale
- Il giudaizzare.
- Il Ricostruzionismo cristiano,[28] basato sulla credenza che i cristiani dovrebbero ancora obbedire e far osservare la completa legge mosaica.

Diverse dinamiche sottostanno a queste controversie. L'ambito consentito di venerazione di oggetti materiali rispetto alle affermazioni che tale venerazione sia idolatria, colpisce la santità percepita degli spazi e degli oggetti rituali, e quindi i riti e gli usi stessi. Gli insegnamenti circa l'autorità della Chiesa, le fonti di legittimità di tale autorità, e il ruolo del clero rispetto al "sacerdozio di tutti i credenti" asserito da certe denominazioni protestanti, vengono inoltre coinvolti in questi dibattiti.